# Калениченко Лука Петрович
Калениченко Лука Петрович (*20 лютого 1898, м. Карлівка — 5 серпня 1968, Київ) — український художник-реставратор і мистецтвознавець. Батько відомої української літературознавиці, доктора філологічних наук, співробітника Інституту літератури імені Т. Г. Шевченка Академії наук УРСР Ніни Калениченко.

## Біографія
Лука Калениченко народився 20 лютого 1898 року у місті Карлівка (тепер — Полтавська область). В 1913-1918 роках навчався в Миргородській художньо-промисловій школі. У 1918 році закінчив Миргородську художню школу. З 1919 року працював на посаді ревізора-експедитора, згодом завідуючим Миргородським кустарно-промисловим і хімічним відділом Укрраднаргоспу. З 1922 по 1931 рік навчався в Київському художньому інституті на музейно-мистецькознавчому факультеті. У 1926–1929 роках працював директором і викладачем Миргородського художньо-керамічного технікуму. В 1931 році Калениченко стає аспірантом при Київському музеї західного мистецтва. Одночасно був викладачем і деканом музейного факультету художнього інституту.
У 1938 році організував першу в Україні центральну науково-дослідну художньо-реставраційну майстерню. Член Спілки художників з жовтня 1938 року.
В 1945-47 роках очолював інститут художньої промисловості.

## Реставраційні роботи
3 1946 керував реставраційними роботами у Володимирському соборі (1946–1952), Кирилівській церкві (1950), Андріївській церкві (1951–1952), Софійському соборі (1952–1968) — всі у Києві.
1993 посмертно нагороджений архітектурною премією ім. І. Моргилевського.

## Праці
Калениченко — автор праць з питань реставрації та мистецтвознавства:
- «Реставрація древніх стінописів Софії Київської» (К., 1958),
- «Олексій Шовкуненко» (К., 1947).
  - Історія українського мистецтва (видання)